# Ciocârlia (Ialomița)
Ciocârlia is een Roemeense gemeente in het district Ialomița.
Ciocârlia telt 813 inwoners.